# South Palmer River
South Palmer River är ett vattendrag i Australien. Det ligger i delstaten Queensland, omkring 1 500 kilometer nordväst om delstatshuvudstaden Brisbane.
I omgivningarna runt South Palmer River växer huvudsakligen savannskog. Trakten runt South Palmer River är nära nog obefolkad, med mindre än två invånare per kvadratkilometer. Genomsnittlig årsnederbörd är 1 148 millimeter. Den regnigaste månaden är januari, med i genomsnitt 266 mm nederbörd, och den torraste är augusti, med 3 mm nederbörd.